# A Thousand Leaves
A Thousand Leaves es el décimo álbum de Sonic Youth. Fue el primer álbum oficial de la agrupación grabado en su estudio de Manhattan, denominado Echo Canyon.
El álbum tiene muchas referencias francesas. En la equiqueta del CD aparece cruzada la frase mille feuille dentro de la cual se lee a thousand leaves. El nombre de la primera canción, "Contre le Sexisme," es en francés. "French Tickler" se refiere a un juguete sexual del mismo nombre.

## Lista de canciones
Todas las canciones escritas y compuestas por Sonic Youth. 
| N.º   | Título                                                     | Duración |  |
| 1.    | «Contre le sexisme» (letra/voz Gordon)                     | 3:55     |  |
| 2.    | «Sunday» (letra/voz Moore)                                 | 4:52     |  |
| 3.    | «Female Mechanic Now on Duty» (letra/voz Gordon)           | 7:43     |  |
| 4.    | «Wildflower Soul» (letra/voz Moore, voz de fondo Gordon)   | 9:04     |  |
| 5.    | «Hoarfrost» (letra/voz Ranaldo)                            | 5:01     |  |
| 6.    | «French Tickler» (letra/voz Gordon)                        | 4:52     |  |
| 7.    | «Hits of Sunshine (para Allen Ginsberg)» (letra/voz Moore) | 11:05    |  |
| 8.    | «Karen Koltrane» (letra/voz Ranaldo, voz de fondo Moore)   | 9:20     |  |
| 9.    | «The Ineffable Me» (letra Moore, voz Gordon)               | 5:21     |  |
| 10.   | «Snare, Girl» (letra/voz Moore)                            | 6:38     |  |
| 11.   | «Heather Angel» (letra/voz Gordon)                         | 6:09     |  |
| 73:36 |                                                            |          |  |

## Personal
Banda
- Lee Ranaldo – guitarra, voz
- Kim Gordon – bajo, guitarra, voz
- Thurston Moore – guitarra, voz
- Steve Shelley – batería

Equipo técnico
- Sonic Youth – productor
- Greg Calbi – masterizado
- Don Fleming – productor
- Wharton Tiers – productor
- Frank Olinsky
- Mark Borthwick – fotografía, tipografía
- Marnie Weber – diseño artístico

## Estadísticas
| Año  | Álbum             | Estadística                     | Posición |
| ---- | ----------------- | ------------------------------- | -------- |
| 1998 | A Thousand Leaves | Official French Albums Chart    | 32       |
| 1998 | A Thousand Leaves | Official Norwegian Albums Chart | 37       |
| 1998 | A Thousand Leaves | Official UK Albums Chart        | 38       |
| 1998 | A Thousand Leaves | Official Sweden Albums Chart    | 43       |
| 1998 | A Thousand Leaves | Official German Albums Chart    | 84       |
| 1998 | A Thousand Leaves | Billboard Top 200               | 85       |

### Estadísticas de los sencillos
| Año  | Canción | Estadística      | Posición |
| ---- | ------- | ---------------- | -------- |
| 1998 | Sunday  | UK Singles Chart | 72       |

## En la cultura pop
El sencillo «Sunday» aparece en las películas Bongwater y subUrbia.
- Datos: Q1931785